# 傳統生態智慧
傳統生態智慧（英語：Traditional ecological knowledge，TEK）或稱為傳統生態知識是指原住民傳統文化中關於自然資源如何可持續性應用的傳統知識。傳統生態智慧也可以稱為傳統環境知識（traditional environmental knowledge），強調環境的不同組成與其中的相互作用。更具體地說，它包含了關於動物和植物物種的知識，以及在空間和時間環境下的生物物理特徵。
傳統生態智慧作為一個人類學的研究領域，指的是「透過傳統生態智慧發展而積累的知識、信仰和實踐累積體，並通過傳統歌曲、故事和信仰傳承下來。」其關注的是生物（包括人類）與傳統群體及環境的關係。這些知識通常用於自然資源管理，並用以替代那些幾乎沒有科學紀錄數據的偏遠地區的長期基礎環境數據。
在管理和科學領域中使用傳統知識是有爭議的，因為科學研究獲取和積累知識的方法通常以實驗研究等實證研究方法進行，但傳統生態智慧並不是使用實證研究的方式累積的。不過一些非部落的政府機構，像是美國環境保護局，已經建立了一些政府與部落的整合計劃，以便在環境計劃和氣候變遷監測中利用傳統生態智慧。
關於原住民是否擁有傳統知識的的智慧財產權，以及使用這種知識之前是否需要獲得許可也存在著爭議。這尤其複雜，因為傳統生態智慧最常以口頭流傳的方式保存，因此可能缺乏能進行客觀判定的文檔。諷刺的是，那些可能解決問題的文件記錄方法有可能會在本質上損害傳統知識。
傳統知識通常用於維持當地人口生存所需的資源。但是在快速的氣候變遷、環境或其他生態系統顯著變化的狀況使傳統生態智慧效能降低或過時，這類的傳統智慧可能會被削弱或失傳。

## 概論

### 領域發展歷史
最早關於傳統生態智慧的系統性研究是在人類學領域中進行的。透過民族生態學的視角來研究生態學知識，是一種側重於研究「人或文化所持有之生態關係概念」的領域，用於理解特定的文化如何發展其知識系統。美國人類學家Harold Colyer Conklin被視為民族科學研究的開創者，率先記錄了原住民理解自然世界的方法。Conklin等人在文獻中指出，傳統民族展現了對他們居住地自然歷史非凡的詳細知識。他們透過直接參與收集、製作和利用當地植物和動物的方式，創造了一個生物世界與文化世界緊密交織在一起的文化。
雖然傳統生態智慧領域始於於記錄不同原住民群體使用的物種清單及「植物、動物及背後的其他環境特徵（像是土壤）之分類」，不過從「單純的文件」轉變到開始「思考其中的功能關係與機制」產生了今天公認的傳統生態智慧領域。在強調適應過程的研究中，社會組織本身就被認為是「群體對當地生態環境的適應性反應」同時也是「人與自然的關係」以及「文化和這些關係所依賴的實踐技術」，傳統生態智慧領域探討與研究了關於文化生態學和生態人類學有關的廣泛議題。
到1980年代中期，越來越多關於傳統生態智慧的文獻記錄了不同傳統民族中的環境知識及其與生態的關係。這些研究包括了對熱帶生態系統和生物多樣性保護、沿海漁業和潟湖、半乾旱地區和北極地區的傳統知識和管理系統等。這些研究指出：「各種傳統民族對生態關係和資源管理的都有自己的理解與獨特的傳統。」此時隨著傳統生態智慧的興起，國際上也開始認知到其在資源管理實踐和可持續發展中的應用潛力。世界環境與發展委員會在1987年的報告記載了當時的共識，該報告指出20世紀的成功（包括嬰兒死亡率降低、預期壽命延長、識字率提高和全球糧食產量增加）導致了「一個污染更加嚴重的世界，並造成了環境衰退、資源減少的趨勢。」然而，希望依然在傳統的生活方式中存在。該報告指明：「部落和原住民的生活方式可以為現代社會提供管理複雜森林、山地和旱地生態系統資源的經驗與教訓。」

### 傳統知識與科學知識的不同
意大利國家研究委員會大氣污染研究所的Fulvio Mazzocchi將傳統知識與科學知識進行了一些比較，其認為：
- 西方科學是實證主義和唯物主義的，傳統知識是精神主義上的，且沒有經驗和神聖之間的區別。
- 西方科學是客觀和定量的，傳統知識主要是主觀和定性的。
- 西方科學以學術和文學傳播為基礎，而傳統知識通常在族群中代代相傳。

Mazzocchi並認為傳統知識已經形成了一種強調人與自然共生的環境概念特徵、提供一種與環境共同演化以及尊重生態系統承載能力為基礎的地方發展方法。這種基於長期觀察與經驗產生的知識成為適應當地條件、確保了對環境的合理使用和控制的基礎，並使部落人民能夠適應環境變化。此外，傳統知識也為世界上大部分人口提供了滿足基本需求的方法，並在許多實際的決策與策略方面奠定了基礎，包括：氣象現象的解釋、醫療、水資源管理、服裝生產、航海、農業和畜牧、漁獵以及生物分類系統。這些除了是依賴這些知識的傳統民族明顯的利益外，它還可以為整個人類社會提供新的生物與生態見解；並具備了對自然資源管理的潛在價值，同時可能對保育、教育、發展規劃和環境評估都有相當程度的幫助。

## 外部連結
- 有關「傳統生態智慧」 ( Traditional Ecological Knowledge ) 的二、三事 （页面存档备份，存于）